# Bigu
Ademir Chagas, mais conhecido como Bigu (Rio de Janeiro, 17 de novembro de 1964), é um ex-futebolista brasileiro. Atuava como meio-campo e defendeu equipes como Flamengo, Vitória e Paysandu.

## Carreira
Revelado pelo Flamengo, profissionalizou-se no Flamengo, onde jogou durante 3 anos e ajudou o time carioca a conquistar o Brasileirão de 1983 e a Taça Guanabara de 1984. De lá foi para o Vitória, onde virou ídolo. No rubro-negro baiano conquistou os campeonatos baianos de 1985 e 1989. Na final do Campeonato Baiano de Futebol de 1988, onde o Bahia sagrou-se campeão dando 3 á 0 no Vitória, no final do jogo, acabou ocorrendo uma briga entre os jogadores no campo após Tonho, goleiro do Vitória, agrediu o Meia tricolor Osmar com o pontapé, após o terceiro gol tricolor do jogo. O meia Bigu, tentou fugir da confusão, mas acabou sendo agredido pelo cassetete dos militares.
Foi jogar em Portugal, passou pela África do Sul e só retornou ao Brasil para defender o América-RJ, em 1994. Jogou ainda em outros times brasileiros como Rio Branco-ES, Moto Club, Santo André, Paysandu, São Caetano (onde conquistou a Série A3 do Campeonato Paulista em 1998) e Mauaense-SP.

## Títulos
Flamengo
- Campeonato Brasileiro: 1983

Vitória
- Campeonato Baiano: 1985 e 1989

São Caetano
- Campeonato Paulista - Série A3: 1998